# Parc national Otishi
Le parc national Otishi (espagnol : Parque nacional Otishi) est situé essentiellement dans la région de Junín.
Il a été créé le 15 janvier 2003 par le Décret Suprême no 2003-2003-AG et possède une surface de 305 973,05 ha.
Le parc abrite des populations humaines indigènes volontairement isolées.

## Climat
Le parc bénéficie d'une diversité de microclimats.

## Biodiversité
Le parc est constitué de forêts humides du Sud-Ouest de l'Amazonie.